# Oar nigrescens
Oar nigrescens är en fjärilsart som beskrevs av George Francis Hampson 1896. Oar nigrescens ingår i släktet Oar och familjen mätare. Inga underarter finns listade i Catalogue of Life.